# القرنة (مدينة)
مدينة القُرنة (تسمى أيضاً غورنا أوكورنا) هي مجموعة من ثلاث قرى ذات صلة وثيقة (القرنة الجديدة والقرنة وشيخ عبد القرنة) تقع على الضفة الغربية لنهر النيل مقابل مدينة الأقصر الجديدة، مصر، على مقربة من تلال طيبة.
تم تصميم القرنة الجديدة وبنيت في أواخر الأربعينات وأوائل الخمسينات من قبل المهندس المعماري المصري حسن فتحي لإيواء الأشخاص الذين يعيشون في القرنة التي هي الآن غير مأهولة بالسكان. أضيفت القرنة الجديدة إلى قائمة المعالم الأثرية العالمية عام 2010 لمعظم المواقع المهددة بالانقراض لتوجيه الانتباه إلى أهمية الموقع لتخطيط المدن الحديثة والهندسة المعمارية المحلية بسبب فقدان الكثير من الشكل الأصلي للقرية منذ إنشائها.

## الاستخدام التاريخي لاسم القرنة
اسم قرنة يدل على «الرعن» أو «نقطة الجبل».
 تم ذكر القرنة لأول مرة من قبل بروتيس وتشارلز فرانسوا أورليانز، وهما إخوة التبشيرية الكبوشية الذين سافروا في صعيد مصر عام 1668. تم نشر كتابات بروتيس عن رحلتهم عن طريق ميلشيسيدتش ثيفينوت في (العلاقات في مختلف الرحلات الغربية، طبعات 1670-1696) وجوهان مايكل فانزليب (الدولة الحالية في مصر، 1678).
 تشير المراجع للقرنة، وغورنا، وكورنو، وغورنا، والكورنة، وغورن، والأواب، والغورنة أو العديد من المتغيرات الأخرى في أدب ما قبل الأربعينيات إلى انتشار التمدد الحضري من المنازل التي تمتد من حول معبد الرامسيوم (المعبد الجنائزي للملك رمسيس الثاني) إلى معبد سيتي الأول على الجانب الشرقي من تلال طيبة، بما في ذلك أسماء الأماكن الحالية للشيخ عبد القرنة والعاصف والخوخة وذراع أبو النجا، والقرنة.
 خلال القرنين الثامن عشر والتاسع عشر والعشرين، نادرا ما يكون الزائرون والمسافرون في المنطقة متسقين في استخدامهم للاسم وأي شيء بين مدينتي هابو ومقابر الطريف في بعض الأحيان يمكن الإشارة إليها كجزء من مجتمع القرنة.
 الإشارة إلى «معبد القرنة» أو ما شابه ذلك، في معظم الحالات تكون إشارة إلى معبد الرامسيوم، وبدرجة أقل معبد سيتي الأول ونادرًا ما تكون إشارة إلى كلاً من المعابد الجنائزية المدمرة لرمسيس الرابع، وتوتموس الثالث أو توتموس الرابع.

## القرى

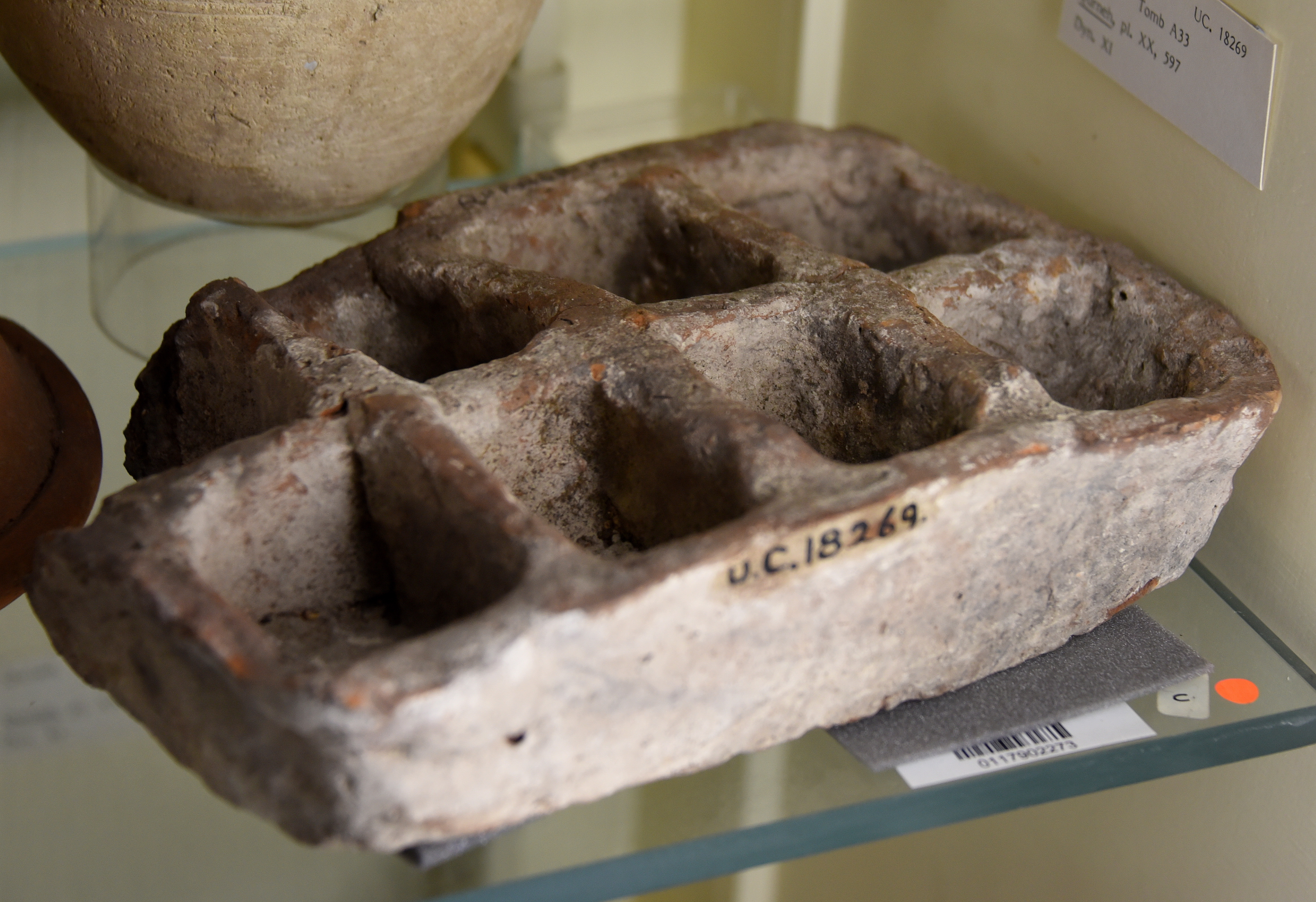
علبة الفخار بها 8 مقصورات ريدوار مستطيلة الشكل. الأسرة الحادية عشر. من القرنة، مصر. متحف بيتري للآثار المصرية، لندن.

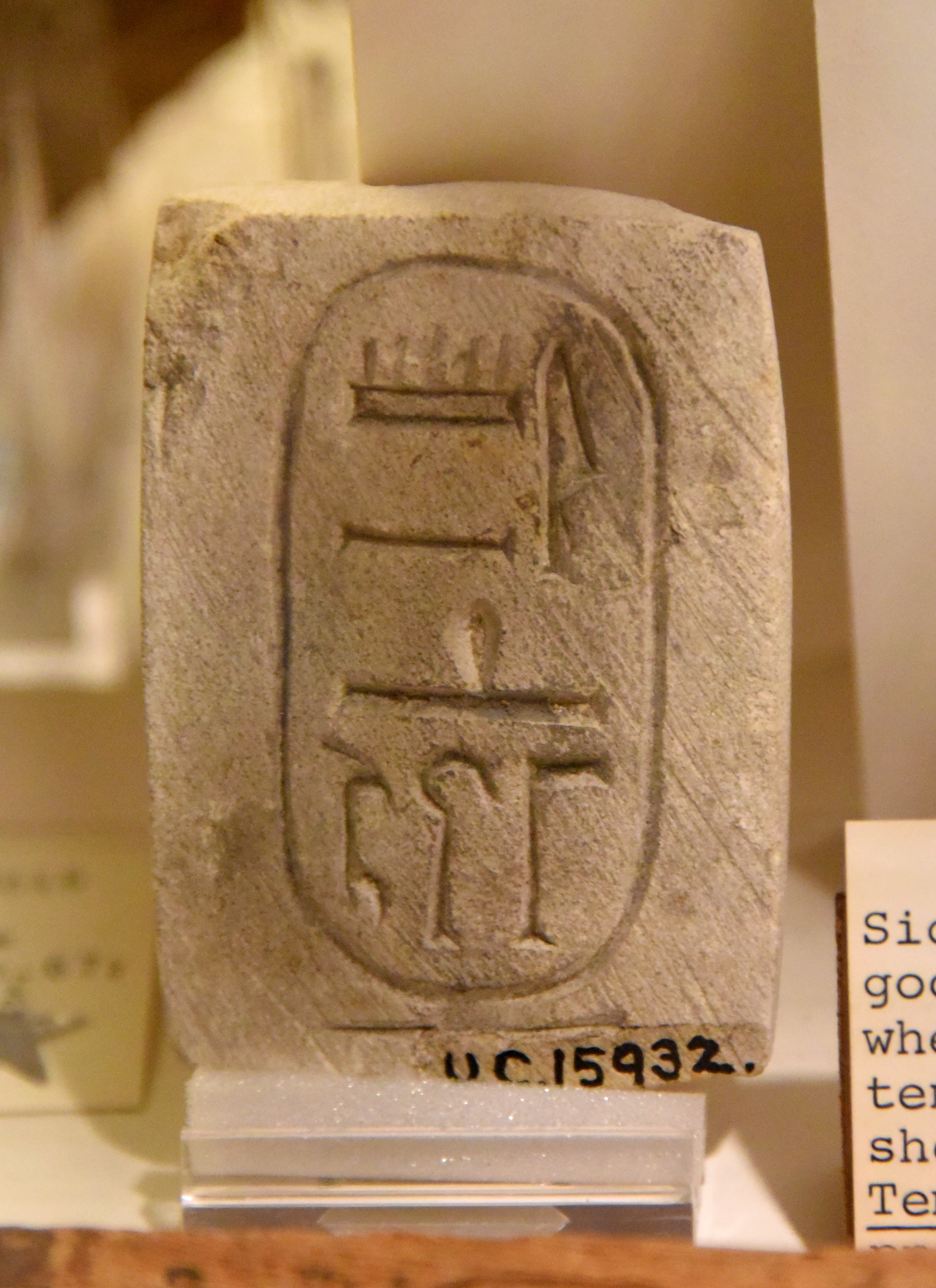
لوح تأسيس. يظهر خرطوشة من اسم الولادة و "أيمنحتب، الإله، حاكم طيبة". الأسرة الثامنة عشر من القرنة، مصر. متحف بيتري للآثار المصرية، لندن.

### القرنة الجديدة

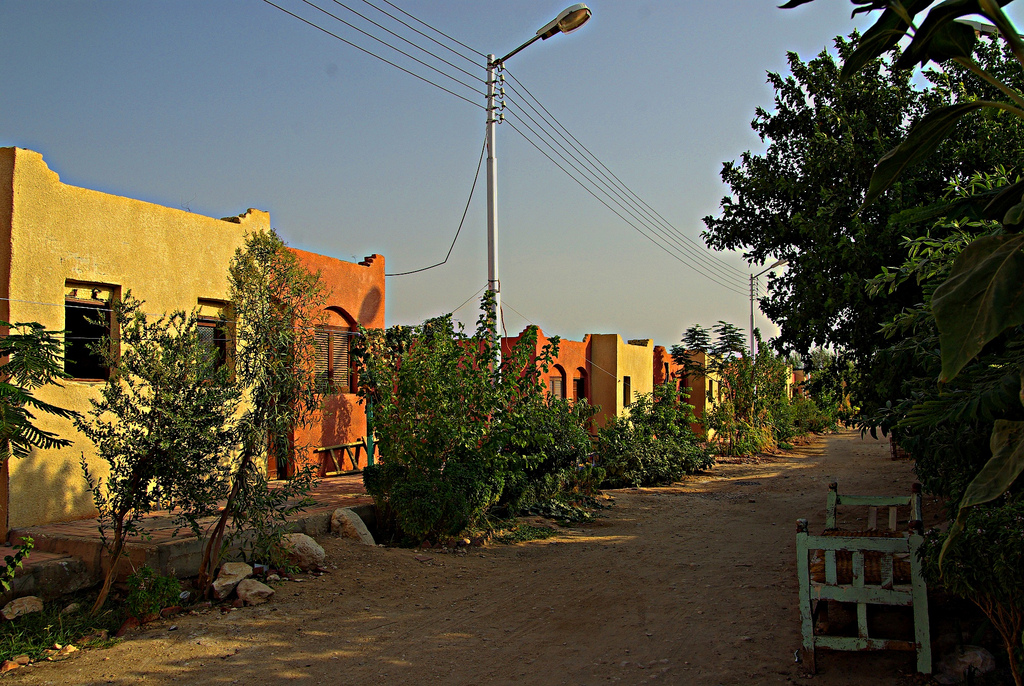
شارع في القرنة الجديدة

بنيت القرنة الجديدة بين عامي 1946 و 1952 من قبل المهندس المعماري المصري حسن فتحي في المنتصف بين تمثالي ممنون والجزيرة على النيل على الطريق الرئيسي إلى مقبرة طيبة لإيواء سكان القرنة. ولم يكتمل التصميم، الذي يجمع بين المواد والتقنيات التقليدية مع المبادئ الحديثة، وقد فقد جزء كبير من نسيج القرية منذ ذلك الحين؛ كل ما تبقى اليوم من القرنة الجديدة الأصلية هو المسجد والسوق وعدد قليل من المنازل. وتهدف هيئة الحفاظ على التراث العالمي التابعة لليونسكو إلى حماية هذا الموقع المعماري الهام. اشتمل صندوق الآثار العالمي على القرنة الجديدة في قائمة المعالم الأثرية العالمية لعام 2010 لمعظم المواقع المهددة بالانقراض.

### القرنة (القرنة القديمة)

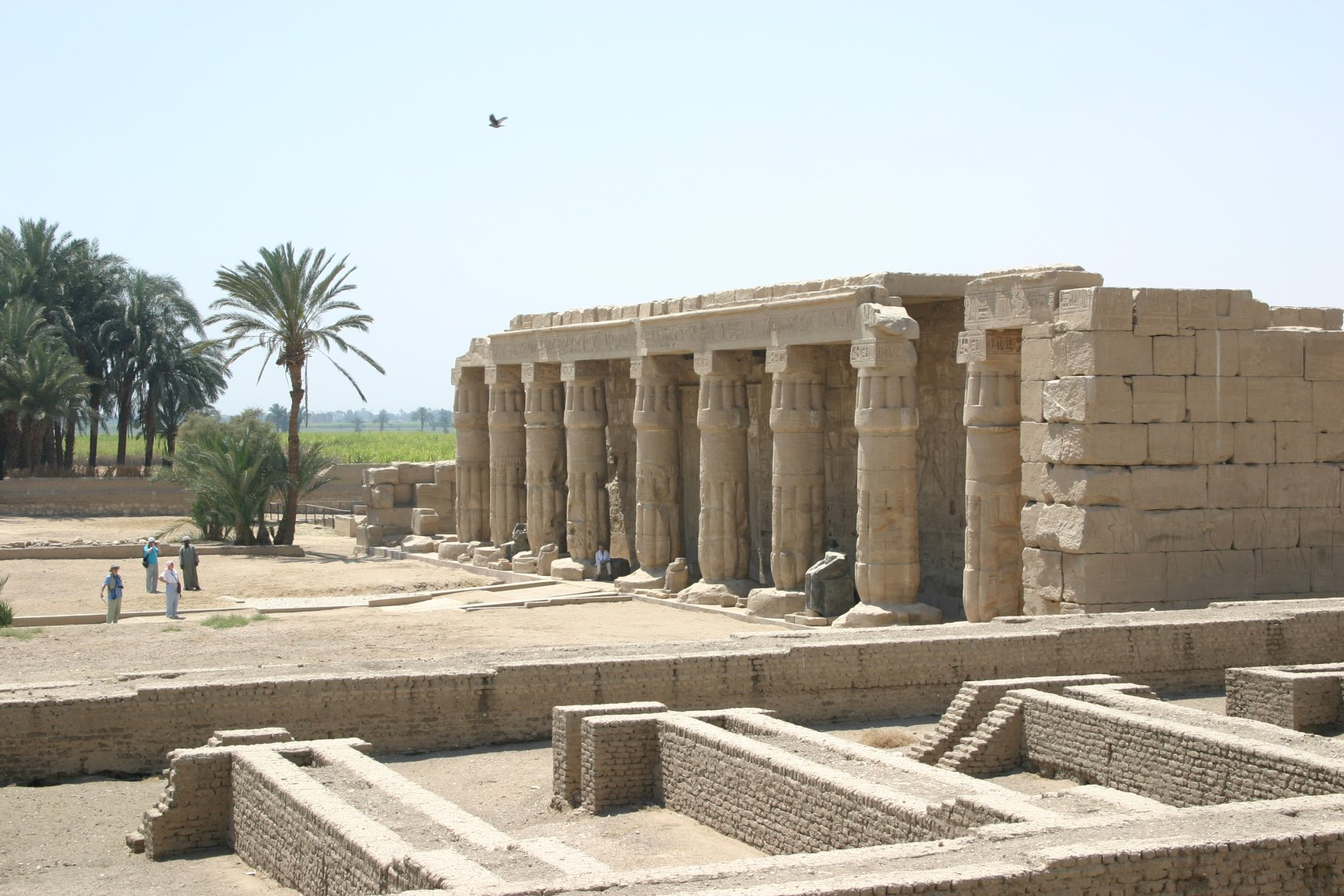
معبد سيتي الأول في القرنة.

هي قرية مهجورة تبعد حوالي 100 متر إلى الشرق من معبد سيتي الأول. حتى أوائل القرن التاسع عشر اشتمل المجتمع على الأقل أجزاء من معبد سيتي الأول. حتى أنه قام العديد من المسافرين، بما في ذلك ريتشارد بوكوك أو سونيني دي مانونكورت بذكر وجود شيخ القرنة. وذكر إدوارد ويليام لين في عام 1825 بأن القرية تم هجرها ولا يعيش فيها أحد من السكان. وكذلك تعليقات من إيزابيلا فرانسيس رومر تشير إلى أن إعادة التوطين بدأت في أواخر أربعينيات القرن التاسع عشر. بنيت القرنة الجديدة في أربعينيات القرن العشرين وأوائل الخمسينات لاستيعاب السكان الذين قاموا بعد ذلك بمقاومة هذه الخطوة بشدة.

### شيخ عبد القرنة
سلسلة من المساكن التي بنيت في الكهوف الجبلية وحولها، تقع على بعد حوالي 200 متر شمال رامسيوم في الشيخ عبد القرنة. وقد كانت الأرض هي ساحة المعركة المريرة بين أصحابها الأصليين والحكومة المصرية على مدى السنوات الستين الماضية، لأنها تقع على قمة منطقة أثرية، وهي جزء من مقابر النبلاء. ويرى إدوارد وليام لين أن السكان انتقلوا إلى هذه الكهوف من قرية القرنة، التي تركوها، عندما تراجع المماليك في المنطقة، بعد هزيمتهم من قبل قوات محمد علي في أوائل القرن التاسع عشر.

## الترميم في القرنة الجديدة
شملت أعمال الترميم لمنزل حسن فتحي وعدد من مباني قرية القرنة الجديدة، وقد بدأ الترميم يوم السبت الموافق (9 يناير 2016) وجدير بالذكر أن تحرك المجتمع المعماري والمثقفين والرأي العام بعد النشر عن تدمير وتخريب القرية في (7 أغسطس 2015) كان له أكبر الأثر في إنقاذ المنزل والقرية.